# Jean-Marie Roland de La Platière
Jean Marie Roland de la Platière, född 18 februari 1734 i Thizy, död 10 november 1793 i Bourg-Baudoin nära Rouen, var en fransk skriftställare och statsman. Han var gift med Manon Roland.

## Biografi
Roland begav sig vid 19 års ålder ut på vandring och fick genom en släkting i Rouen, som upptog honom i sitt hus och var anställd vid den kungliga inspektionen över manufakturerna, plats inom denna förvaltningsgren samt behandlade som författare med framgång dithörande frågor (i "Dictionnaire des manufactures et des arts"). 
Vid franska revolutionens utbrott (1789) var Roland inspektör över sidenfabrikerna i Lyon. Han var anhängare av upplysningen och hälsade med glädje revolutionen, som han under ett besök i Paris, februari – september 1791, kunde bevittna på nära håll, och då hans tjänst vid denna tid indrogs, bosatte han sig, i december samma år, i Paris. Där anslöt han sig till girondisterna, som då just börjat sin verksamhet, och hans hus blev samlingsplatsen för åtskilliga bland deras mest framstående män (även Georges Jacques Danton och Maximilien de Robespierre besökte makarna Rolands salong). 
I hög grad på grund av girondisternas beundran för hans maka, vann Roland stort anseende hos partiet och när detta i mars 1792 lyckades påtvinga Ludvig XVI en ministär efter sitt sinne blev han inrikesminister. Som sådan var han med om att framkalla den krigsförklaring mot Österrike (den 20 april samma år), som startade revolutionskrigen. Då han 10 juni tillställde Ludvig ett av eller i samråd med madame Roland författat varnings- och förmaningsbrev med anledning av kungens obenägenhet att sanktionera några av girondisterna genomdrivna riksdagsbeslut mot emigranterna och de edsvägrande prästerna, blev han avskedad. 
Kungadömets fall den 10 augusti 1792 förde honom åter in i ministären, då interimsregering. Men de krafter girondisterna lösgjort vände sig nu mot dem själva. Septembermorden öppnade Rolands, liksom i allmänhet girondisternas, ögon för faran av de anarkiska agitationerna; och äran av strid, som girondisterna under nationalkonventets första tid utkämpade för att rädda Frankrike undan det hotande skräckväldet, tillkommer i hög grad Roland.
Den upphetsning, som kungens process åstadkommit, förstärkte emellertid de anarkiska strävandena, och till följd av detta upplöstes den 21 januari 1793, dagen för kungens avrättning, den s.k. opinionsbyrå, som Roland upprättat i syfte att påverka den allmänna meningen i samhällsordningens intresse. Då förlorade han modet och lämnade två dagar därefter sin ministerplats och det offentliga livet. Under upproret den 31 maj till den  2 juni samma år, varigenom girondisterna störtades, beslutade upprorsledaren, att han skulle fängslas, men han undkom med sin makas hjälp till Rouen. Då han fick besked om hennes avrättning, begick han självmord. 